# Cattedrale di Locri
La cattedrale di Santa Maria del Mastro è il principale luogo di culto della città di Locri, in Calabria, e cattedrale della diocesi di Locri-Gerace.
La chiesa, in stile romanico lombardo, è stata edificata nel 1933 per volere del vescovo Giorgio Delrio (1906-1920).
L'interno a croce latina è a tre navate, di cui le due laterali concludono in due piccole cappelle. Nella parte centrale della navata sinistra si trova una scultura marmorea raffigurante il vescovo Francesco Saverio Mangeruva (1872-1905) e il sarcofago del vescovo Michele Alberto Arduino (1962-1972).